# Liste der denkmalgeschützten Objekte in Rimavská Sobota
Die Liste der denkmalgeschützten Objekte in Rimavská Sobota enthält die 37 nach slowakischen Denkmalschutzvorschriften geschützten Objekte in der Gemeinde Rimavská Sobota im Okres Rimavská Sobota.

## Denkmäler
| Foto |                 | Denkmal / č. ÚZPF                            | Standort / Konskr. Nr.                                               | Offizielle Beschreibung          | Beschreibung                                                  | Metadaten                                                                 |
| ---- | --------------- | -------------------------------------------- | -------------------------------------------------------------------- | -------------------------------- | ------------------------------------------------------------- | ------------------------------------------------------------------------- |
| ja   | Datei hochladen | Holzkirche(sk) ObjektID: 609-947/0           | Standort KG: Dúžava Konskr.Nr.:                                      | ev.a.v.                          | evangelische Kirche                                           | č. NKP: 609-947/0 Stand des NKP: 2012-02-08 Name: KOSTOL DREVENÝ          |
| ja   | Datei hochladen | Glockenturm(sk) ObjektID: 609-948/0          | Standort KG: Dúžava Konskr.Nr.:                                      |                                  |                                                               | č. NKP: 609-948/0 Stand des NKP: 2012-02-08 Name: ZVONICA                 |
| ja   | Datei hochladen | Kirche(sk) ObjektID: 609-3415/0              | 61 Standort KG: Mojín Konskr.Nr.: 61                                 | ref.                             | reformierte Kirche                                            | č. NKP: 609-3415/0 Stand des NKP: 2012-02-08 Name: KOSTOL                 |
| ja   | Datei hochladen | Bürgerhaus(sk) ObjektID: 609-3466/0          | Bartóka B. ul. 1 Standort KG: Rimavská Sobota Konskr.Nr.:            | nárožný                          | Eckhaus                                                       | č. NKP: 609-3466/0 Stand des NKP: 2012-02-08 Name: DOM MEŠTIANSKY         |
| ja   | Datei hochladen | Gedenkgymnasium(sk) ObjektID: 609-1005/1     | Bartóka B. ul. 20 Standort KG: Rimavská Sobota Konskr.Nr.: 8         | Jesenský,Botto a další           | für Jesenský, Botto und andere                                | č. NKP: 609-1005/1 Stand des NKP: 2012-02-08 Name: GYMNÁZIUM PAMÄTNÉ      |
| ja   | Datei hochladen | Gedenktafel(sk) ObjektID: 609-1005/2         | Bartóka B. ul. 20 Standort KG: Rimavská Sobota Konskr.Nr.: 8         | Jesenský,Botto a další           | für Jesenský, Botto und andere                                | č. NKP: 609-1005/2 Stand des NKP: 2012-02-08 Name: TABULA PAMÄTNÁ         |
| ja   | Datei hochladen | Schule(sk) ObjektID: 609-3414/0              | Bottova ul. 13 Standort KG: Rimavská Sobota Konskr.Nr.: 815          | ucnovská                         |                                                               | č. NKP: 609-3414/0 Stand des NKP: 2012-02-08 Name: ŠKOLA                  |
| ja   | Datei hochladen | Grabstätte(sk) ObjektID: 609-10951/0         | Cintorínska ul. Standort KG: Rimavská Sobota Konskr.Nr.:             | rod.Benkó - Hrobka r.Benkóovcov  | der Familie Benkó                                             | č. NKP: 609-10951/0 Stand des NKP: 2012-02-08 Name: HROBKA                |
| ja   | Datei hochladen | Kirche(sk) ObjektID: 609-999/0               | Cukrovarská ul. 43 Standort KG: Rimavská Sobota Konskr.Nr.: 3        | ev.a.v.                          | evangelische Kirche                                           | č. NKP: 609-999/0 Stand des NKP: 2012-02-08 Name: KOSTOL                  |
| ja   | Datei hochladen | Gymnasium(sk) ObjektID: 609-3412/0           | Daxnerova ul. 42 Standort KG: Rimavská Sobota Konskr.Nr.: 10         |                                  |                                                               | č. NKP: 609-3412/0 Stand des NKP: 2012-02-08 Name: GYMNÁZIUM              |
| ja   | Datei hochladen | Bürgerhaus(sk) ObjektID: 609-3406/0          | Hatvanyiho ul. 1 Standort KG: Rimavská Sobota Konskr.Nr.: 581        | nárožný                          | Eckhaus                                                       | č. NKP: 609-3406/0 Stand des NKP: 2012-02-08 Name: DOM MEŠTIANSKY         |
| ja   | Datei hochladen | Kirche(sk) ObjektID: 609-998/0               | Hlavné nám. 1 Standort KG: Rimavská Sobota Konskr.Nr.: 1             | r.k.sv.Jána Krstitela            | römisch-katholische Kirche Johannes der Täufer                | č. NKP: 609-998/0 Stand des NKP: 2012-02-08 Name: KOSTOL                  |
| ja   | Datei hochladen | Verwaltungsgebäude(sk) ObjektID: 609-3402/0  | Hlavné nám. 1 Standort KG: Rimavská Sobota Konskr.Nr.: 22            | 0                                |                                                               | č. NKP: 609-3402/0 Stand des NKP: 2012-02-08 Name: BUDOVA ADMINISTRATÍVNA |
| ja   | Datei hochladen | Kirche(sk) ObjektID: 609-1000/0              | Hlavné nám. 2 Standort KG: Rimavská Sobota Konskr.Nr.:               | ref.                             | reformierte Kirche                                            | č. NKP: 609-1000/0 Stand des NKP: 2012-02-08 Name: KOSTOL                 |
| ja   | Datei hochladen | Rathaus(sk) ObjektID: 609-1004/0             | Hlavné nám. 2 Standort KG: Rimavská Sobota Konskr.Nr.: 5             |                                  |                                                               | č. NKP: 609-1004/0 Stand des NKP: 2012-02-08 Name: RADNICA                |
| ja   | Datei hochladen | Bürgerhaus(sk) ObjektID: 609-3403/0          | Hlavné nám. 4 Standort KG: Rimavská Sobota Konskr.Nr.: 24            |                                  |                                                               | č. NKP: 609-3403/0 Stand des NKP: 2012-02-08 Name: DOM MEŠTIANSKY         |
| ja   | Datei hochladen | Gedenk-Komitatshaus(sk) ObjektID: 609-2931/1 | Hlavné nám. 8 Standort KG: Rimavská Sobota Konskr.Nr.: 9             | zrušenie poddanstva - Župný úrad | für die Abschaffung der Leibeigenschaft - Kreisamt            | č. NKP: 609-2931/1 Stand des NKP: 2012-02-08 Name: DOM ŽUPNÝ PAMÄTNÝ      |
|      | Datei hochladen | Gedenktafel(sk) ObjektID: 609-2931/2         | Hlavné nám. 8 KG: Rimavská Sobota Konskr.Nr.: 9                      | zrušenie poddanstva              | für die Abschaffung der Leibeigenschaft                       | č. NKP: 609-2931/2 Stand des NKP: 2012-02-08 Name: TABULA PAMÄTNÁ         |
| ja   | Datei hochladen | Redoute(sk) ObjektID: 609-1001/0             | Hlavné nám. 19 Standort KG: Rimavská Sobota Konskr.Nr.: 7            | Župný dom                        | Kreisamt                                                      | č. NKP: 609-1001/0 Stand des NKP: 2012-02-08 Name: REDUTA                 |
| ja   | Datei hochladen | Bürgerhaus(sk) ObjektID: 609-3404/0          | Hlavné nám. 20 Standort KG: Rimavská Sobota Konskr.Nr.:              | 0                                |                                                               | č. NKP: 609-3404/0 Stand des NKP: 2012-02-08 Name: DOM MEŠTIANSKY         |
| ja   | Datei hochladen | Bürgerhaus(sk) ObjektID: 609-3405/0          | Hlavné nám. 28 Standort KG: Rimavská Sobota Konskr.Nr.: 47           | radový                           | Reihenhaus                                                    | č. NKP: 609-3405/0 Stand des NKP: 2012-02-08 Name: DOM MEŠTIANSKY         |
| ja   | Datei hochladen | Pfarrei(sk) ObjektID: 609-1003/0             | Hlavné nám. 29 Standort KG: Rimavská Sobota Konskr.Nr.: 29           | r.k.                             | römisch-katholische Pfarrei                                   | č. NKP: 609-1003/0 Stand des NKP: 2012-02-08 Name: FARA                   |
| ja   | Datei hochladen | Hotel(sk) ObjektID: 609-3407/0               | SNP ul. 1 Standort KG: Rimavská Sobota Konskr.Nr.: 27                | Hotel Tatra                      | Hotel Tatra                                                   | č. NKP: 609-3407/0 Stand des NKP: 2012-02-08 Name: HOTEL                  |
| ja   | Datei hochladen | Bürgerhaus(sk) ObjektID: 609-3408/0          | SNP ul. 9 Standort KG: Rimavská Sobota Konskr.Nr.:                   | 0                                |                                                               | č. NKP: 609-3408/0 Stand des NKP: 2012-02-08 Name: DOM MEŠTIANSKY         |
| ja   | Datei hochladen | Bürgerhaus(sk) ObjektID: 609-3409/0          | SNP ul. 14 Standort KG: Rimavská Sobota Konskr.Nr.: 598              | 0                                |                                                               | č. NKP: 609-3409/0 Stand des NKP: 2012-02-08 Name: DOM MEŠTIANSKY         |
| ja   | Datei hochladen | Gymnasium(sk) ObjektID: 609-3413/0           | Šrobárova ul. 12 Standort KG: Rimavská Sobota Konskr.Nr.: 11         | Reformné gymnázium               | Reformschule                                                  | č. NKP: 609-3413/0 Stand des NKP: 2012-02-08 Name: GYMNÁZIUM              |
| ja   | Datei hochladen | Bürgerhaus(sk) ObjektID: 609-3410/0          | Tomašíkova ul. 2 Standort KG: Rimavská Sobota Konskr.Nr.:            | 0                                |                                                               | č. NKP: 609-3410/0 Stand des NKP: 2012-02-08 Name: DOM MEŠTIANSKY         |
| ja   | Datei hochladen | Bürgerhaus(sk) ObjektID: 609-1006/0          | Tomašíkova ul. 6 Standort KG: Rimavská Sobota Konskr.Nr.: 4          | 0                                |                                                               | č. NKP: 609-1006/0 Stand des NKP: 2012-02-08 Name: DOM MEŠTIANSKY         |
| ja   | Datei hochladen | Gedenkhaus(sk) ObjektID: 609-1070/1          | Tomašíkova ul. 21 Standort KG: Rimavská Sobota Konskr.Nr.: 406       | Petöfi S. - 1823-1849,básnik     | für Šándor Petöfi, Dichter                                    | č. NKP: 609-1070/1 Stand des NKP: 2012-02-08 Name: DOM PAMÄTNÝ            |
| ja   | Datei hochladen | Gedenktafel(sk) ObjektID: 609-1070/2         | Tomašíkova ul. 21 Standort KG: Rimavská Sobota Konskr.Nr.: 406       | Petöfi S. - 1823-1849,básnik     | für Šándor Petöfi, Dichter                                    | č. NKP: 609-1070/2 Stand des NKP: 2012-02-08 Name: TABUĽA PAMÄTNÁ         |
| ja   | Datei hochladen | Denkmal(sk) ObjektID: 609-1068/0             | Tompu Mihalya nám. Standort KG: Rimavská Sobota Konskr.Nr.:          | Tompa M. - 1817-1868,básnik,knaz | Denkmal für den Dichter und Priester Mihály Tompa (1817-1869) | č. NKP: 609-1068/0 Stand des NKP: 2012-02-08 Name: POMNÍK                 |
| ja   | Datei hochladen | Komitatshaus(sk) ObjektID: 609-1002/0        | Tompu Mihalya nám. 9 Standort KG: Rimavská Sobota Konskr.Nr.:        | 0                                |                                                               | č. NKP: 609-1002/0 Stand des NKP: 2012-02-08 Name: DOM ŽUPNÝ              |
| ja   | Datei hochladen | Kaserne(sk) ObjektID: 609-3411/0             | Tompu Mihalya nám. 44 Standort KG: Rimavská Sobota Konskr.Nr.: 22,14 | Delostrel.kasáren                | Artilleriekaserne                                             | č. NKP: 609-3411/0 Stand des NKP: 2012-02-08 Name: KASÁRNE                |
| ja   | Datei hochladen | Landschloss(sk) ObjektID: 609-1007/1         | Tomášovská ul. 61 Standort KG: Tomášová Konskr.Nr.:                  | 0                                |                                                               | č. NKP: 609-1007/1 Stand des NKP: 2012-02-08 Name: KAŠTIEL                |
| ja   | Datei hochladen | Park(sk) ObjektID: 609-1007/2                | Tomášovská ul. Standort KG: Tomášová Konskr.Nr.:                     | 0                                |                                                               | č. NKP: 609-1007/2 Stand des NKP: 2012-02-08 Name: PARK                   |
| ja   | Datei hochladen | Kirche(sk) ObjektID: 609-3416/0              | Standort KG: Vyšná Pokoradz Konskr.Nr.:                              | ev.a.v.                          | evangelische Kirche                                           | č. NKP: 609-3416/0 Stand des NKP: 2012-02-08 Name: KOSTOL                 |
| ja   | Datei hochladen | Glockenturm(sk) ObjektID: 609-11489/0        | 3743 Standort KG: Vyšná Pokoradz Konskr.Nr.: 3743                    | murovaná                         |                                                               | č. NKP: 609-11489/0 Stand des NKP: 2012-02-08 Name: ZVONICA               |

## Legende
Die Tabelle enthält im Einzelnen folgende Informationen:
| Foto:                    | Fotografie des Denkmals. |
| Denkmal / č. ÚZPF:       | Die Übersetzung der Bezeichnung des Denkmals, wie sie vom Slowakischen Denkmalamt (Pamiatkový úrad Slovenskej republiky) verwendet wird. Die Originalbezeichnung ist unter dem Fragezeichen angegeben. Fehlt die Übersetzung, so wird die Originalbezeichnung direkt angezeigt. Weiters ist die Objekt-Identifikationsnummer (Objekt ID) angeführt. Sie ist die offizielle, in der Slowakei eindeutige Nummer č. ÚZPF inklusive der zugehörigen Zählnummer, wie sie in den Daten des Denkmalamtes angegeben wird. Da diese nur innerhalb eines Landkreises gezählt wird, ist dessen Nummer der Denkmalnummer vorangestellt. |
| Standort:                | Wenn in der Liste vorhanden, ist die Adresse angegeben. In Klammern kann sich noch eine zusätzliche Adresse befinden, wenn es beispielsweise ein Eckhaus ist. Bei freistehenden Objekten ohne Adresse (zum Beispiel bei Bildstöcken) ist eine Adresse angegeben, die in der Nähe des Objekts liegt. Durch Aufruf des Links Standort wird die Lage des Denkmals in verschiedenen Kartenprojekten angezeigt. Darunter sind die Katastralgemeinde (KG) und, wenn vorhanden, die Konskriptionsnummer (Konskr. Nr.) angegeben.                                                                                                   |
| Offizielle Beschreibung: | Es ist die Kurzbeschreibung auf Slowakisch, wie sie in den offiziellen Listen angegeben ist, eingetragen. |
| Beschreibung:            | Kurze Angaben zum Denkmal auf Deutsch. |
| Metadaten:               | Zusätzlich werden, wenn in den persönlichen Einstellungen das Helferlein Dauerhaftes Einblenden von Metadaten aktiviert ist, ebensolche angezeigt. |

- Karte mit allen Koordinaten:
- OSM |
- WikiMap